# Copa Super 8 de Basquete de 2023–24
A Copa Super 8 de 2023–24 foi um torneio de basquetebol realizado no período entre os dois turnos do Novo Basquete Brasil (NBB) e organizado pela Liga Nacional de Basquete. Esta foi a sexta edição da Copa Super 8, uma competição inaugurada em 2018.

## Participantes e regulamento
O torneio foi composto por jogos eliminatórios com chaveamento pré-determinado, nos quais as oito equipes melhores colocadas do primeiro turno do NBB 2023-24 se enfrentaram. Nesta edição, as equipes classificadas são: Bauru, Flamengo, Fortaleza/Basquete Cearense, Franca, Minas, Paulistano, Unifacisa e Vasco da Gama
Algumas equipes ainda não disputaram todas as suas partidas do 1º turno do NBB 2023-24 e embora já tenham garantido classificação entre as 8 melhores equipes do turno, ainda não tem a posição final do turno definida.
| Equipe                      | Classificação no NBB (1.º turno) |
| --------------------------- | -------------------------------- |
| Flamengo                    | Primeiro                         |
| Minas                       | Segundo                          |
| Franca                      | Terceiro                         |
| Vasco da Gama               | Quarto                           |
| Paulistano                  | Quinto                           |
| Unifacisa                   | Sexto                            |
| Fortaleza/Basquete Cearense | Sétimo                           |
| Bauru                       | Oitavo                           |

## Confrontos
Negrito - Vencedor do confronto
Itálico - Time com vantagem de mando de quadra

|  | Quartas de final | Quartas de final            | Quartas de final |            |    | Semifinais | Semifinais | Semifinais |  |  | Final | Final | Final |  |
|  |                  |                             |                  |            |    |            |            |            |  |  |       |       |       |  |
|  | 1.º              | Flamengo                    | 86               |            |    |            |            |            |  |  |       |       |       |  |
|  | 1.º              | Flamengo                    | 86               |            |    |            |            |            |  |  |       |       |       |  |
|  | 8.º              | Bauru                       | 67               |            |    |            |            |            |  |  |       |       |       |  |
|  | 8.º              | Bauru                       | 67               |            | 1º | Flamengo   | 83         |            |  |  |       |       |       |  |
|  |                  |                             |                  |            | 1º | Flamengo   | 83         |            |  |  |       |       |       |  |
|  |                  |                             | 5º               | Paulistano | 82 |            |            |            |  |  |       |       |       |  |
|  | 4.º              | Vasco da Gama               | 5º               | Paulistano | 82 | 62         |            |            |  |  |       |       |       |  |
|  | 4.º              | Vasco da Gama               |                  |            |    |            |            |            |  |  |       |       |       |  |
|  | 5.º              | Paulistano                  | 76               |            |    |            |            |            |  |  |       |       |       |  |
|  | 5.º              | Paulistano                  | 76               |            | 1º | Flamengo   | 83         |            |  |  |       |       |       |  |
|  |                  |                             |                  |            |    |            |            |            |  |  |       |       |       |  |
|  |                  |                             | 6º               | Unifacisa  | 77 |            |            |            |  |  |       |       |       |  |
|  | 3.º              | Franca                      | 6º               | Unifacisa  | 77 | 92         |            |            |  |  |       |       |       |  |
|  | 3.º              | Franca                      |                  |            |    |            |            |            |  |  |       |       |       |  |
|  | 6.º              | Unifacisa                   | 94               |            |    |            |            |            |  |  |       |       |       |  |
|  | 6.º              | Unifacisa                   | 94               |            | 2º | Minas      | 86         |            |  |  |       |       |       |  |
|  |                  |                             |                  |            | 2º | Minas      | 86         |            |  |  |       |       |       |  |
|  |                  |                             | 6º               | Unifacisa  | 91 |            |            |            |  |  |       |       |       |  |
|  | 2.º              | Minas                       | 6º               | Unifacisa  | 91 | 73         |            |            |  |  |       |       |       |  |
|  | 2.º              | Minas                       |                  |            |    |            |            |            |  |  |       |       |       |  |
|  | 7.º              | Fortaleza/Basquete Cearense | 69               |            |    |            |            |            |  |  |       |       |       |  |